# دبوس بوجو
موصل بوغو، المعروف أيضًا باسم الموصل الزنبركي أو مسبار التلامس الزنبركي، هو موصل كهربائي متخصص مصمم للتطبيقات التي تتطلب توصيلات كهربائية موثوقة ومدمجة وقابلة للتكرار. 
يتكون هذا الموصل من ثلاثة مكونات رئيسية: مكبس (إبرة)، وأسطوانة (أنبوب)، ونابض. يستخدم هذا الموصل قوة النابض للحفاظ على اتصال ثابت بين الأسطح، حتى في البيئات الديناميكية أو المعرضة للاهتزازات.
نستعرض أدناه هيكله، ومبادئ عمله، وتطبيقاته الرئيسية، ومزاياه، واعتبارات التصميم بالتفصيل.
1. الهيكل والمكونات
يتكون موصل بوغو من ثلاثة أجزاء مصممة بدقة:
• المكبس (الإبرة): الطرف الموصل، المصنوع عادةً من النحاس الأصفر أو نحاس البريليوم، والمطلي بالذهب أو النيكل لمقاومة التآكل وانخفاض المعاوقة الكهربائية. غالبًا ما تتميز قاعدة المكبس بتصميم مائل لضمان اتصال ثابت مع الجدار الداخلي للأسطوانة، مما يحسن تدفق التيار.
• الأسطوانة (الأنبوب): مكون أسطواني مجوف يحتوي على المكبس والنابض. كما هو الحال مع المكبس، عادةً ما يكون مصنوعًا من النحاس الأصفر ومطليًا بالذهب لتقليل المقاومة وتعزيز المتانة.
• الزنبرك: مكون من الفولاذ المقاوم للصدأ (SUS304) أو سلك موسيقي يوفر القوة الميكانيكية للحفاظ على ضغط التلامس بين المكبس وسطح التزاوج.
يتم ضغط التجميع باستخدام آلات عالية الدقة لضمان المحاذاة وطول العمر.
2. مبادئ العمل
يعمل موصل دبوس بوجو من خلال ثلاث آليات أساسية:
1. قوة الزنبرك: يمارس الزنبرك ضغطًا مُتحكمًا به، مما يضمن بقاء المكبس على اتصال مادي وكهربائي مع السطح المستهدف. تبقى هذه القوة مستقرة حتى بعد آلاف دورات الضغط، وهو أمر بالغ الأهمية للتطبيقات عالية المتانة.
2. المسار الكهربائي: يتدفق التيار من المكبس إلى الأسطوانة عبر أسطحها المطلية بالذهب، مما يقلل المقاومة (عادةً أقل من 50 ملي أوم) ويضمن استقرار نقل الإشارة أو الطاقة.
3. خاصية التنظيف الذاتي: تعمل دورات الضغط المتكررة على تنظيف أسطح التلامس بلطف، مما يقلل من الأكسدة والتلوث اللذين قد يؤثران سلبًا على الأداء. ٣. التطبيقات الرئيسية
تُستخدم موصلات بوغو بين على نطاق واسع في الصناعات التي تتطلب الدقة والحجم الصغير والموثوقية:
٣.١ الإلكترونيات الاستهلاكية
• الهواتف الذكية والأجهزة القابلة للارتداء: تُمكّن من الشحن ونقل البيانات وتوصيل الهوائيات في الأجهزة فائقة الرقة مثل الساعات الذكية والهواتف القابلة للطي. على سبيل المثال، يستخدم شاحن آبل "ماغ سيف" دبابيس بوغو للمحاذاة وتوصيل الطاقة.
• أجهزة الكمبيوتر المحمولة والأجهزة اللوحية: تُسهّل توصيلات قاعدة التوصيل وتبديل المكونات المعيارية (مثل لوحات المفاتيح القابلة للفصل).
٣.٢ الأجهزة الطبية
• معدات التشخيص: تُوفر وصلات مؤقتة لأجهزة الاستشعار التي تُستخدم لمرة واحدة (مثل أجهزة مراقبة الجلوكوز) أو مجسات الموجات فوق الصوتية المحمولة، مما يضمن النظافة والموثوقية.
• الأجهزة القابلة للزرع: تُستخدم في أدوات البرمجة غير الجراحية لأجهزة تنظيم ضربات القلب وأجهزة تحفيز الأعصاب.
٣.٣ السيارات والفضاء
• أنظمة المركبات: تربط وحدات المعلومات والترفيه، وأجهزة الاستشعار، وأنظمة إدارة البطاريات (BMS) في المركبات الكهربائية.
• الأقمار الصناعية والطائرات بدون طيار: تتحمل درجات الحرارة والاهتزازات الشديدة في التطبيقات الفضائية.
٣.٤ الأتمتة الصناعية
• الروبوتات: تتيح واجهات أدوات سريعة التغيير للروبوتات التعاونية (الروبوتات التعاونية).
• اختبار لوحات الدوائر المطبوعة (PCB): تُستخدم كنقاط اختبار لاختبار الدوائر (ICT) وتحديثات البرامج الثابتة.
٤. مزايا مقارنة بالموصلات التقليدية
توفر موصلات بوجو بين مزايا مميزة:
١. متانة عالية: مصممة لتحمل ٥٠,٠٠٠-١٠٠,٠٠٠ دورة، متفوقة على معظم الموصلات القائمة على اللحام أو الموصلات الاحتكاكية.
٢. كفاءة المساحة: توفر التصميمات المصغرة (مثل قطر ٠.٦ مم) الوزن والمساحة في الأجهزة المدمجة.
٣. صيانة منخفضة: خاصية التنظيف الذاتي تُقلل من الحاجة إلى التدخل اليدوي.
٤. مقاومة بيئية: تتحمل التصاميم المطلية بالذهب والمُحكمة الغلق الرطوبة والغبار ودرجات الحرارة القصوى (من -٤٠ درجة مئوية إلى +١٢٥ درجة مئوية)٤٦.
٥. النماذج الأولية السريعة: تُقصّر التصاميم القياسية دورات التطوير مقارنةً بالموصلات المُخصصة.
٥. اعتبارات التصميم
لتحسين الأداء، يجب على المهندسين مراعاة ما يلي:
٥.١ قوة التلامس والحركة
• القوة: عادةً ما تكون بين ٥٠ و٥٠٠ غرام، مع موازنة الاحتفاظ والتآكل. تُسرّع القوة المفرطة من إجهاد الزنبرك؛ بينما تُؤدي القوة غير الكافية إلى خطر انقطاع التوصيلات.
• مسافة الحركة: يجب أن يتوافق نطاق ضغط المكبس (مثلاً، ٠.٥-٢.٠ مم) مع تفاوتات التزاوج.
٥.٢ اختيار المواد
• المكبس/الأسطوانة: يضمن الطلاء الذهبي (٠.١-٠.٥ ميكرومتر) انخفاض المقاومة ومقاومة التآكل. يعزز الطلاء السفلي بالنيكل (١.٢٥-٢.٥ ميكرومتر) مقاومة التآكل.
• الزنبرك: مصنوع من الفولاذ المقاوم للصدأ (SUS304) أو سلك موسيقي عالي الكربون لضمان مرونة ثابتة.
٥.٣ العوامل البيئية
• العزل: تصميمات حاصلة على تصنيف IP67 مع حلقات دائرية أو صب إضافي يمنع دخول الرطوبة.
• التحكم الحراري: قد تتطلب تطبيقات التيار العالي (مثل شحن المركبات الكهربائية) موادًا مبددة للحرارة مثل البرونز الفسفوري.
٦. التحديات الشائعة والحلول
٦.١ التوصيلات المتقطعة (الانقطاعات المؤقتة)
• السبب: التلوث، أو تآكل الزنبركات، أو عدم المحاذاة.
• الحلول: